# 크렘스란트군

크렘스란트군의 위치

크렘스란트군(독일어: Bezirk Krems-Land)은 오스트리아 니더외스터라이히주에 위치한 군으로 행정 중심지는 크렘스안데어도나우이며 면적은 784.00km2, 인구는 31,052명(2023년 기준), 인구 밀도는 40명/km2이다. 남서쪽으로는 멜크군, 북서쪽으로는 츠베틀군, 북쪽으로는 호른군, 북동쪽으로는 홀라브룬군, 동쪽으로는 툴른군, 남동쪽으로는 장크트푈텐란트군과 접한다.

## 하위 행정 구역
4개 도시, 20개 시장도시, 6개 일반 시를 관할한다.
- 도시
  - 뒤른슈타인(Dürnstein)
  - 그푈(Gföhl)
  - 랑겐로이스(Langenlois)
  - 마우테른안데어도나우(Mautern an der Donau)
- 시장도시
  - 아크스바흐(Aggsbach)
  - 알브레히츠베르크안데어그로센크렘스(Albrechtsberg an der Großen Krems)
  - 푸르트바이괴트바이히(Furth bei Göttweig)
  - 그라페네크(Grafenegg)
  - 하더스도르프카메른(Hadersdorf-Kammern)
  - 크루마우암캄프(Krumau am Kamp)
  - 렝겐펠트(Lengenfeld)
  - 리흐테나우임발트피르텔(Lichtenau im Waldviertel)
  - 마리아라흐암야우에를링(Maria Laach am Jauerling)
  - 뮐도르프(Mühldorf)
  - 파우도르프(Paudorf)
  - 라스텐펠트(Rastenfeld)
  - 로사츠아른스도르프(Rossatz-Arnsdorf)
  - 쇤베르크암캄프(Schönberg am Kamp)
  - 젠프텐베르크(Senftenberg)
  - 슈피츠(Spitz)
  - 장크트레온하르트암호르너발트(St. Leonhard am Hornerwald)
  - 슈트라스임슈트라서탈레(Straß im Straßertale)
  - 슈트라칭(Stratzing)
  - 바이센키르헨인데어바하우(Weißenkirchen in der Wachau)
- 일반 시
  - 베르게른임둥켈슈타이너발트(Bergern im Dunkelsteinerwald)
  - 드로스(Droß)
  - 게더스도르프(Gedersdorf)
  - 야이트호프(Jaidhof)
  - 로렌도르프바이크렘스(Rohrendorf bei Krems)
  - 바인치를암발데(Weinzierl am Walde)